# قائمة عواصم مصر القديمة
تعددت العواصم لمصر منذ القدم، وكان ذلك تبعا للظروف الزمانية والمكانية والسياسية، حيث في العصور القديمة كانت العاصمة تقع في مكان متوسط بين مملكة الشمال ومملكة الجنوب، وذلك للتأكيد على الوحدة الموجودة بين القطرين، وبعد ذلك كانت العاصمة يجب أن تكون على ضفاف النيل إما في الشمال أو إما في الجنوب، وذلك تبعا للظروف السياسية لمصر حينها، وفي عصور الضعف كانت العاصمة قريبة من المحتل، وفي عصور كانت العاصمة تبعا للدين المنتشر في مصر

## عواصم الوحدة الأولى
| المدينة | موقعها حاليا | أصبحت عاصمة عام | انتهت كعاصمة عام |
| ------- | ------------ | --------------- | ---------------- |
| أون     | عين شمس      | 4242 ق.م        |                  |

## عواصم العصر العتيق
| المدينة | موقعها حاليا   | المؤسس     | أصبحت عاصمة عام | انتهت كعاصمة عام |
| ------- | -------------- | ---------- | --------------- | ---------------- |
| منف     | قرية ميت رهينة | الملك مينا | 3200 ق.م        | 2180 ق.م         |

## عواصم الدولة القديمة
| المدينة | موقعها حاليا   | المؤسس     | أصبحت عاصمة عام | انتهت كعاصمة عام |
| ------- | -------------- | ---------- | --------------- | ---------------- |
| منف     | قرية ميت رهينة | الملك مينا | 3200 ق.م        | 2180 ق.م         |

## عواصم عصر الاضمحلال الأول
| المدينة      | موقعها حاليا   | المؤسس     | أصبحت عاصمة عام | انتهت كعاصمة عام |
| ------------ | -------------- | ---------- | --------------- | ---------------- |
| منف          | قرية ميت رهينة | الملك مينا | 3200 ق.م        | 2180 ق.م         |
| هيركليوبوليس | إهناسيا        |            | 2180 ق.م        | 2060 ق.م         |

## عواصم الدولة الوسطى
| المدينة   | موقعها حاليا | المؤسس        | أصبحت عاصمة عام | انتهت كعاصمة عام |
| --------- | ------------ | ------------- | --------------- | ---------------- |
| أثيت تاوي | الجيزة       | أمنمحات الأول | 2180 ق.م        | 2135 ق.م         |
| طيبة      | الأقصر       |               | 2135 ق.م        | 1985 ق.م         |
| لتجتاوي   |              |               | 1985 ق.م        | 1785 ق.م         |

## عواصم عصر الاضمحلال الثاني
| المدينة                                   | موقعها حاليا | المؤسس  | أصبحت عاصمة عام | انتهت كعاصمة عام |
| ----------------------------------------- | ------------ | ------- | --------------- | ---------------- |
| طيبة                                      | الأقصر       |         | 1785 ق.م        | 1650 ق.م         |
| خاسوت                                     | سخا          |         | 1715 ق.م        | 1650 ق.م         |
| أواريس                                    | زوان         | الهكسوس | 1650 ق.م        | 1680 ق.م         |
| مدينة مجهولة، ولكن ربما كانت في مملكة كوش |              |         | 1680 ق.م        |                  |

## عواصم الدولة الحديثة
| المدينة     | موقعها حاليا | المؤسس                    | أصبحت عاصمة عام | انتهت كعاصمة عام |
| ----------- | ------------ | ------------------------- | --------------- | ---------------- |
| طيبة        | الأقصر       |                           | 1680 ق.م        | 1353 ق.م         |
| أخياتون     | تل العمارنة  | امنمحوتب الرابع (اخناتون) | 1353 ق.م        | 1332 ق.م         |
| طيبة        | الأقصر       |                           | 1332 ق.م        | 1279 ق.م         |
| بر ـ رعمسيس |              |                           | 1279 ق.م        | 1078 ق.م         |

## عواصم عصر الاضمحلال الثالث
| المدينة  | موقعها حاليا | المؤسس | أصبحت عاصمة عام | انتهت كعاصمة عام |
| -------- | ------------ | ------ | --------------- | ---------------- |
| تانيس    | صان الحجر    |        | 1078 ق.م        | 945 ق.م          |
| بوباستيس | تل بسطة      |        | 945 ق.م         | 715 ق.م          |
| تانيس    | صان الحجر    |        | 818 ق.م         | 715 ق.م          |
| سايس     | صا الحجر     |        | 725 ق.م         | 715 ق.م          |
| نباتا    |              |        | 715 ق.م         | 664 ق.م          |
| سايس     |              |        | 664 ق.م         | 525 ق.م          |
| فارسية   |              |        | 525 ق.م         | 404 ق.م          |
| سايس     |              |        | 404 ق.م         | 399 ق.م          |
| منديس    | تل الربع     |        | 399 ق.م         | 380 ق.م          |
| سبينيتوس | سمنود        |        | 380 ق.م         | 343 ق.م          |